# Albert Hodges
Albert Beauregard Hodges (21. července, 1861, Nashville, Tennessee – 2. února, 1944 New York) byl americký šachový mistr a mistr USA v šachu v letech 1894–1895.
Na začátku své šachové kariéry prohrál Hodges roku 1887 v St. Louis s Maxem Juddem 2:5 (=2). Roku 1892 porazil ve Skaneateles Eugena Delmara 5:0 a roku 1893 remizoval v New Yorku s Adolfem Albinem 4:4. Byl několikrát mistrem Manhattan Chess Club v New Yorku a na šachovém turnaji New York – Manhattan roku 1893 skončil druhý (celkem se zúčastnilo deset hráčů, turnaj vyhrál Harry Nelson Pillsbury).
Roku 1894 se Hodges stal mistrem USA v šachu, když v New Yorku sice nejprve prohrál s Jacksonem Showalterem 8:10, ale v odvetě jej porazil 5,5:3,5. Po zisku titulu ohlásil Hodges svůj odchod z šachu s tím, že se musí věnovat svým obchodním závazkům. Proto také nenastoupil k obhajobě svého titulu. Přesto pak hrál v letech 1896 až 1911 třináctkrát za USA v telegrafických zápasech s Anglií aniž by byl poražen a byl také operátotem údajného šachového automatu Ajeeb.
Albert Hodges je jediným americkým šachistou, který hrál proti pěti mistrům světa (byl to Johannes Zukertort, Wilhelm Steinitz, Emanuel Lasker, José Raúl Capablanca a Alexandr Aljechin). Zúčastnil se také šachového turnaje v New Yorku roku 1915, kde skončil na sedmém místě (celkem se zúčastnilo osm hráčů, zvítězil José Raúl Capablanca), roku 1916, kde byl desátý (celkem se zúčastnilo čtrnáct hráčů, zvítězil opět José Raúl Capablanca) a roku 1921, kde skončil na posledním čtvrtém místě (zvítězil opět Frank Marshall) a hrál rovněž na devátém americkém šachovém kongresu v Lake Hopatcong roku 1923, kde se umístil jedenáctém místě (celkem se zúčastnilo dvanáct hráčů, zvítězil Frank Marshall společně s Abrahamem Kupchikem)